# Heinz Kegel (Politiker)
Heinz Kegel (* 4. April 1921 in Beuthen; † 30. März 2003) war ein deutscher Politiker der SPD.

## Ausbildung und Beruf
Heinz Kegel besuchte die Volksschule, die Gewerkschaftsschule und von 1951 bis 1952 die Akademie der Arbeit in Frankfurt am Main. Er arbeitete als Elektriker und war Reichsbahnangestellter. Er wurde zum Wehrdienst eingezogen und war als Setzmaschinist im Steinkohlenbergbau tätig.

## Politik
Heinz Kegel war ab 1952 Mitglied der SPD. Ebenfalls ab 1952 wurde er als Gewerkschaftssekretär tätig und war ab 1960 Vorstandsmitglied der IG Bergbau und Energie. Er wirkte ab 1961 als Mitglied des Beratenden Ausschusses bei der Hohen Behörde der Europäischen Gemeinschaft für Kohle und Stahl.
Heinz Kegel war vom 23. Juli 1962 bis zum 23. Juli 1966 Mitglied des 5. Landtages von Nordrhein-Westfalen, in den er über die Landesliste einzog.